# Izan Guevara
Izan Guevara Bonnin (Palma di Maiorca, 28 giugno 2004) è un pilota motociclistico spagnolo, campione del mondo della classe Moto3 nel 2022.

## Carriera

### Gli inizi e Moto3
Dopo aver vinto diverse competizioni nazionali, si fa notare anche in ambito internazionale vincendo la European Talent Cup nel 2019 e il CEV Moto3 col team Aspar nel 2020, anno in cui ha corso anche nella Red Bull MotoGP Rookies Cup.
Nel 2021 debutta nella classe Moto3 del motomondiale, sempre col team Aspar, che gli affida una Gas Gas (una KTM RC 250 GP ma col nome Gas Gas, azienda di proprietà di KTM); il compagno di squadra è Sergio García. Ottiene la sua prima vittoria nel Gran Premio delle Americhe. Chiude la stagione all'ottavo posto con 125 punti.
Rimane nella stessa squadra anche per il 2022. Vince il Gran Premio di Spagna, arriva terzo al Gran Premio di Francia e secondo a quello d'Italia. Vince i Gran Premi di Catalogna e di Germania. Cade durante il Gran Premio di Gran Bretagna, riaprendo il mondiale. Vince le gare di Aragona e Giappone. Con la vittoria nel Gran Premio d'Australia si laurea campione del mondo con due gare di anticipo. Vince nuovamente a Valencia e chiude l'annata con 319 punti.

### Moto2
Nel 2023 sale in Moto2: viene infatti ingaggiato dal team GasGas Aspar, il compagno di squadra è Jake Dixon. Ottiene un sesto posto a Phillip Island come miglior risultato in gara e con venti punti si classifica ventiduesimo in campionato. Nel 2024, come Dixon, prosegue con Aspar. Migliora le sue prestazioni rispetto alla stagione d'esordio più che triplicando i punti ottenuti e, in occasione del Gran Premio della Malesia, conquista il primo podio della classe intermedia.

## Risultati nel motomondiale
| 2021 | Classe | Moto    |   |   |    |    |    |    |     |    |    |    |   |   |   |    |   |    |   |   |  |  |  |  | Punti | Pos. |
| ---- | ------ | ------- | - | - | -- | -- | -- | -- | --- | -- | -- | -- | - | - | - | -- | - | -- | - | - |  |  |  |  | ----- | ---- |
| 2021 | Moto3  | Gas Gas | 7 | 6 | 24 | 11 | 14 | 17 | Rit | 10 | 12 | 14 | 8 | 4 | 4 | 12 | 1 | 12 | 5 | 7 |  |  |  |  | 125   | 8º   |

| 2022 | Classe | Moto    |   |   |     |   |   |   |   |   |   |   |   |     |   |   |   |   |   |   |    |   |  |  | Punti | Pos. |
| ---- | ------ | ------- | - | - | --- | - | - | - | - | - | - | - | - | --- | - | - | - | - | - | - | -- | - |  |  | ----- | ---- |
| 2022 | Moto3  | Gas Gas | 8 | 2 | Rit | 7 | 5 | 1 | 3 | 2 | 1 | 1 | 2 | Rit | 7 | 3 | 1 | 1 | 5 | 1 | 12 | 1 |  |  | 319   | 1º   |

| 2023 | Classe | Moto  |     |     |    |    |    |    |     |     |    |    |    |     |    |    |    |   |   |     |    |     |  |  | Punti | Pos. |
| ---- | ------ | ----- | --- | --- | -- | -- | -- | -- | --- | --- | -- | -- | -- | --- | -- | -- | -- | - | - | --- | -- | --- |  |  | ----- | ---- |
| 2023 | Moto2  | Kalex | Inf | Inf | 21 | 22 | 22 | 18 | Rit | Rit | 21 | 13 | 25 | Rit | 13 | 14 | 21 | 6 | 9 | Rit | 23 | Rit |  |  | 20    | 22º  |

| 2024 | Classe | Moto  |     |    |    |    |    |     |   |    |    |    |    |     |    |    |    |    |    |   |   |   |  |  | Punti | Pos. |
| ---- | ------ | ----- | --- | -- | -- | -- | -- | --- | - | -- | -- | -- | -- | --- | -- | -- | -- | -- | -- | - | - | - |  |  | ----- | ---- |
| 2024 | Moto2  | Kalex | Rit | 22 | 20 | 12 | 10 | Rit | 8 | 19 | 13 | 20 | 12 | Rit | 21 | 13 | SQ | 10 | 16 | 6 | 3 | 7 |  |  | 69    | 17º  |

| 2025 | Classe | Moto       |    |    |   |    |     |     |   |    |   |     |   |   |   |  |  |  |  |  |  |  |  |  | Punti | Pos. |
| ---- | ------ | ---------- | -- | -- | - | -- | --- | --- | - | -- | - | --- | - | - | - |  |  |  |  |  |  |  |  |  | ----- | ---- |
| 2025 | Moto2  | Boscoscuro | 16 | 15 | 5 | 22 | Rit | Rit | 5 | 11 | 7 | Rit | 8 | 6 | 9 |  |  |  |  |  |  |  |  |  | 62    |      |

| Legenda | 1º posto        | 2º posto            | 3º posto            | A punti      | Senza punti        | Grassetto – Pole position Corsivo – Giro più veloce |
| Legenda | Gara non valida | Non qual./Non part. | Ritirato/Non class. | Squalificato | '-' Dato non disp. | Grassetto – Pole position Corsivo – Giro più veloce |